# Самарин, Игорь Валерьевич
Игорь Валерьевич Самарин (3 июня 1956 — 2 августа 2014) — советский и российский шахматист, мастер спорта СССР (1984), гроссмейстер ИКЧФ.
Участник ряда соревнований на территории СССР и России. Наиболее значительное по статусу — 1-й мемориал М. Н. Таля (Москва, 1992 г.). Участник командных чемпионатов России и Польши, этапов Кубка России второй половины 1990-х гг.
Неоднократный чемпион Брянска и Брянской области. Работал тренером в городской шахматной школе. Имел 1-ю тренерскую категорию, ему было присвоено почетное звание «Отличник физкультуры и спорта». Занимался судейством, имел звание судьи республиканской категории.
Добился значительных успехов в игре по переписке. В составе сборной РСФСР стал бронзовым призером 8-го командного чемпионата СССР по переписке (1984—1987 гг.) с лучшим результатом на 4-й доске (13½ из 16). В составе сборной России стал серебряным призером 3-го командного чемпионата Европы. Главное достижение в личных соревнованиях — бронзовая медаль 16-го чемпионата мира по переписке (7½ из 12).